# Carlos Walker Martínez
Carlos Walker Martínez (Vallenar, febrero de 1842-Santiago, 5 de octubre de 1905) fue un escritor, diputado, senador, ministro de estado y abogado chileno.

## Familia
Hijo de Juan Walker Ashley y Mercedes Martínez Soria, fue el tercero de cuatro hermanos. Se casó el 13 de octubre de 1875 con Sofía Linares Frías en Sucre, Bolivia. Sus hijos fueron: Sofía, Sara, María, Elisa, Carlos, Marta, Nieves y Francisco. Fue nieto de Guillermo Walker, nacido en Birmingham, Inglaterra.

## Estudios
Sus estudios los realizó en el Colegio Sagrados Corazones de Copiapó, luego de la muerte de su padre. En Santiago, estudió en el Colegio San Ignacio entre 1856 y 1861. Se recibió de abogado en la Universidad de Chile el 26 de noviembre de 1866.

## Creaciones literarias
Viajó a Europa de luna de miel, después de casarse con la joven boliviana Sofía Linares Frías. A su regreso a Chile en 1875, se dedicó a las letras. Sus creaciones literarias fueron publicadas en La Voz de Chile en 1862. Creó la revista República Literaria en 1865. En 1866 se estrenó su obra teatral Manuel Rodríguez. Publica su obra en verso con los títulos de Poesías, Ecos de la Opinión y Romances. Además escribió los estudios El Dictador Linares, Don Diego Portales y la Historia de la Administración Santa María donde destruyó la figura del presidente Domingo Santa María. Los diarios de viaje Páginas de Viaje y Cartas de Jerusalén completan su obra literaria.

## Vida pública

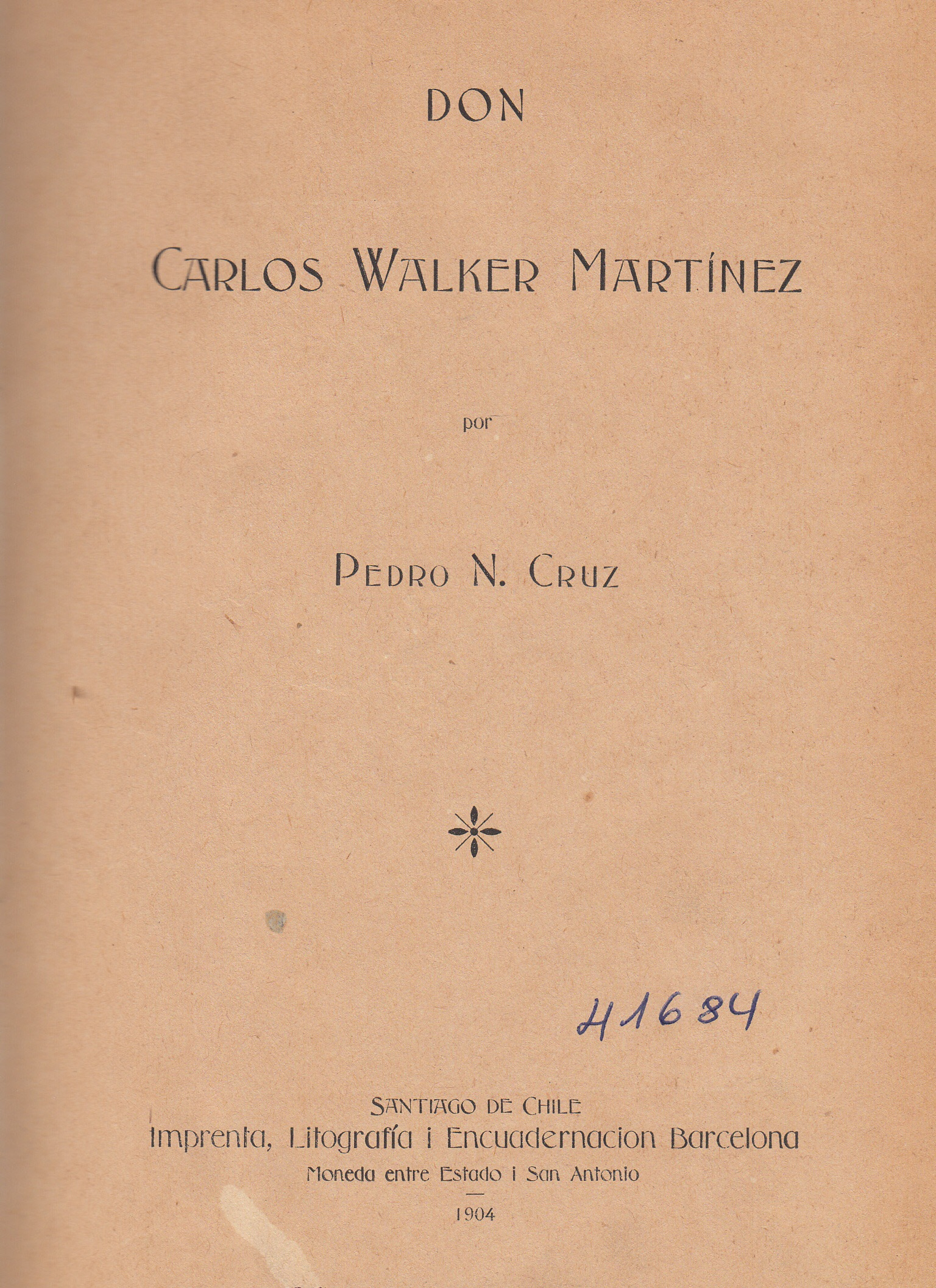
Libro bibliográfico de Carlos Walker Martínez.
Escrito por Pedro Nolasco Cruz Vergara en 1904

En 1870 fue nombrado secretario del Congreso Constituyente.
Militante del Partido Conservador, fue elegido diputado por Vallenar entre 1870 y 1873, no asumiendo por ser nombrado encargado de negocios de Chile en Bolivia. En 1874 se le nombró ministro plenipotenciario y logró el tratado de 1874.
En 1879 fue diputado por Santiago, Maipo de 1885 a 1888, Rancagua, Cachapoal y Maipo de 1891 a 1894. Además fue senador por Santiago en los periodos 1894-1897, 1897 y 1903, y 1909. Sobresaliendo como un gran orador altivo e impetuoso.
Participó en la Guerra Civil de 1891. Fue un fuerte opositor al gobierno de José Manuel Balmaceda, siendo líder del Comité Revolucionario grupo que realizaba acciones contra el gobierno. Entre las acciones subversivas realizadas fueron los intentos de destruir puentes y líneas férreas. Fue durante una reunión del comité, en un intento por volar el puente sobre el río Maipo, realizada en el predio de Walker Martínez (actualmente la comuna de La Florida) donde fueron muertos 84 jóvenes antibalmacedistas por el ejército, este hecho fue conocido como la masacre de Lo Cañas.
Formó parte de diversos ministerios bajo el gobierno de Federico Errázuriz Echaurren, retirándose de la vida pública en 1901. Su biografía novelada la escribió Pedro Nolasco Cruz Vergara en un extenso libro.